# Paco Vacas
Paco Vacas (Valencia, 1966) es un artista español.
Sus intervenciones se caracterizan por tratar ideas como la metamorfosis y la transformación, a menudo explorando los límites entre géneros e identidades sexuales, aunque no de manera siempre explícita pero procurando ser siempre presente en sus trabajos. Fue uno de los artistas que participaron en la primera edición de la Manifiesta, la bienal de arte europeo celebrada en Róterdam en 1996.
Cabe destacar la instalación Desplazamiento, que se pudo contemplar en el Espai 13 de la Fundación Joan Miró en 1992. Vacas realizó una acción que duró una semana, en la que se arrastraba en silencio por el suelo del espacio expositivo, cubierto con una reproducción de su piel realizada con cola de impacto sobre un molde de su cuerpo. El artista se arrastraba hasta un túnel de guata recubierto de vaselina y continuaba su camino. Una vez terminada esta acción  el artista abandonó el Espai 13, que pasó a quedar ocupado por un entramado de cables y guata, rematado con un capullo de gusano de seda atravesado por una aguja, en representación de la interrupción brusca de un proceso natural, según el comisario de la muestra, Frederic Montornés.